# Маркевич Арсеній Іванович
Арсеній Іванович Маркевич (30 березня 1855 р. — 17 січня 1942 р.) — російський радянський історик, найбільш відомий дослідженнями історії Кримського півострову.

## Біографія
Народився у місті Брест-Литовськ, де закінчив гімназію.
Вищу освіту здобув у Варшавському університеті. По закінченні університету деякий час викладав російську на церковнослов'янську мови. Справжнім його захопленням стала історія Криму, куди Маркевич переїхав у 1883 році.
У 1887-му за його активної участі створено перше наукове товариство Криму — «Таврійська учена архівна комісія».
У 1918 Арсеній Маркевич брав активну участь у створенні Таврійського університету, де працював багато років по тому.
У 1927 обраний членом-кореспондентом до Академії наук СРСР.
Помер у блокадному Ленінграді 17 січня 1942 року.

### Родина
Виховав двох синів та доньку.
- Зять — науковець-математик, доктор фізико-математичних наук Микола Кошляков (1891—1958)[1].
  - Онук — механік-теоретик, прикладний математик, доктор фізико-математичних наук Володимир Кошляков (1922—2009).
  - Онук — океанолог, доктор фізико-математичних наук Михайло Кошляков (1930—2021).

## Оцінки
Наукова діяльність Арсенія Маркевича викликає різні оцінки — багато дослідників вважають його одним з «батьків» новітньої кримської історіографії.
У 1990—2000-х відбулася низка заходів, присвячених його пам'яті та популяризації його творчості.
З іншого боку, окремі діячі кримсько-татарського національного руху звинувачують його у прихильності до великодержавного погляду на історію Криму, і неналежній увазі до місця та прав кримськотатарського народу.

## Праці
Наукову спадщину Арсенія Маркевича складають розвідки, що стосуються різних аспектів історії Криму, головним чином XIX ст. Крім того, він виступав як археограф, збирач архівів, що стосувалися різних періодів історії Кримського півострову.
- (рос.)Движение населения в Крыму и переселение крымских татар в Турцию.
- «З культурної минувшини Криму XIX ст.»: Короткі нариси // Збірник історико-філологічного відділу Всеукраїнської Академії Наук.- Київ, 1930.- № 89.- С.107—158.
- (рос.)Юрий Крижанич и его литературная деятельность. Историко-литературный очерк // Варшавские университетские известия.- Варшава,1876.- N1.- С. I-Х, 1-122; N2.- С. 1-103.
- (рос.)Крым в русской поэзии: Сборник стихотворений. Симферополь. 1897; 2-е доп. изд. Симферополь. тип. С. Б. Синани 1902. 275 с.
- (рос.)Н. В. Гоголь и В. А. Жуковский в Крыму. Симферополь. 1902.
- (рос.)Островок в Казачьей бухте, как предполагаемое место кончины Св. Климента, папы римского // Известия Таврической учёной архивной комиссии. Симферополь, 1909. № 43. С. 105—114.
- (рос.)Пушкин в Крыму и Крым в произведениях Пушкина. Симферополь. 1887.
- (рос.)Святые Кирилл и Мефодий, их жизнь, деятельность и заслуги: Речь, произнесённая в Симферополской мужской гимназии 6-го апреля 1885 года. Симферополь, 1885. [4], 52 с.
- (рос.)Симферополь, его исторические судьбы, старина и недавнее прошлое. [Симферополь], 1924.
- (рос.)Симферопольский детский приют имени графини А. М. Адлерберг (к шестидесятилетию существования): Краткий исторический очерк / А. И. Маркевич. — Симферополь, 1915. — 71 с.
- (рос.)Таврическая губерния во время Крымской войны [Архівовано 15 серпня 2015 у Wayback Machine.]. Симферополь, 1905. (Переизд.: Симферополь, 1994. ISBN 5-7707-1838-2)
- (рос.)Taurica. Опыт указателя сочинений, касающихся Крыма и Таврической губернии вообще. Вып. 1.- Симферополь, 1894; Вып. 2.- Симферополь, 1898; Вып. 3.- Симферополь, 1902.